# (500184) 2012 FM59
(500184) 2012 FM59 es un asteroide perteneciente al cinturón de asteroides, descubierto el 11 de septiembre de 2010 por el equipo del Spacewatch desde el Observatorio Nacional de Kitt Peak, Arizona, Estados Unidos.

## Designación y nombre
Designado provisionalmente como 2012 FM59.

## Características orbitales
2012 FM59 está situado a una distancia media del Sol de 2,366 ua, pudiendo alejarse hasta 2,525 ua y acercarse hasta 2,206 ua. Su excentricidad es 0,067 y la inclinación orbital 7,084 grados. Emplea 1329,53 días en completar una órbita alrededor del Sol.

## Características físicas
La magnitud absoluta de 2012 FM59 es 17,6.